# なんでんカフェ
『なんでんカフェ』は、長崎放送で2020年4月6日から放送されている、長崎ケーブルメディア制作の情報番組である。2017年4月3日から2019年3月28日までは、『なんでんカフェモーニング』、2019年4月1日から2020年3月26日までは、『なんでんカフェ1403』であった。

## 概要
2017年4月3日から2019年3月28日までは『なんでんカフェモーニング』のタイトルで、2019年4月1日からは2020年3月26日までは『なんでんカフェ1403』のタイトルで放送されていた。2020年4月6日からは『なんでんカフェ』のタイトルで放送されている。
『なんでんカフェ』も同年4月6日14:00 - 14:20に放送時間を変更することが移動された。
2021年3月29日より、長崎放送では番組放送時間帯に『ゴゴスマ -GO GO!Smile!-』（CBCテレビ制作、13:55 - 15:49）の番販ネットを開始したため、同年4月1日からは木曜10:25 - 10:50に枠移動となった。

## 放送時間
- 月曜 - 木曜 9:55 - 10:17（2017年4月3日 - 2019年3月28日）
- 月曜 - 木曜 14:03 - 14:23（2019年4月1日 - 2020年3月26日）
- 月曜 - 木曜 14:00 - 14:20（2020年4月6日 - 2021年3月25日）
- 木曜 10:25 - 10:50（2021年4月1日 - ）

## 出演者
- 長崎亭キヨちゃんぽん
- 高月晶子
- タナカハルナ
- 江藤真悠子
- 大倉みなえ